# J-SH05
J-SH05（ジェイ エスエイチ ゼロゴ）はシャープが開発し、J-PHONE（現・ソフトバンク）が販売したPDC方式を利用可能な携帯電話端末である。2000年12月2日リリース。ここでは2001年6月22日リリースのマイナーチェンジモデル、J-SH07（ジェイ エスエイチ ゼロナナ）についても記述する。

## 概要
シャープ初の折りたたみ式端末。ボタンの形状はJ-SH04とほぼ同じで、携帯電話として世界ではじめて65,536(=216)色表示のTFT液晶を搭載。

## J-SH07
J-SH05に11万画素のモバイルカメラとJavaアプリを追加したマイナーチェンジモデル。内側のデザインはJ-SH05とほぼ同じである。
J-PHONE初のアプリ対応機で、液晶はJ-SH05と比較して彩度が上がった。
また、折りたたみ、カメラ、アプリと、当時の全部入り端末であり、売切れが続出するほどの人気となった。
この機種より、J-PhoneからSoftbankへ、最新機能の全部入り端末を開発・供給していくこととなる。

## 対応サービス

### J-SH05
- J-SKY
  - J-スカイウォーカー
  - J-スカイウェブ
  - ステーション

交換機の都合でステーションが提供できなかった東北・中国・四国エリア向けには、本機からステーション機能を撤去したJ-SH05sが供給された。

### J-SH07
- J-SKY
  - 写メール
  - J-スカイウェブ
  - ステーション(全国対応)
  - Javaアプリ(通話シチョーリツプリインストール)